# Governo tecnico

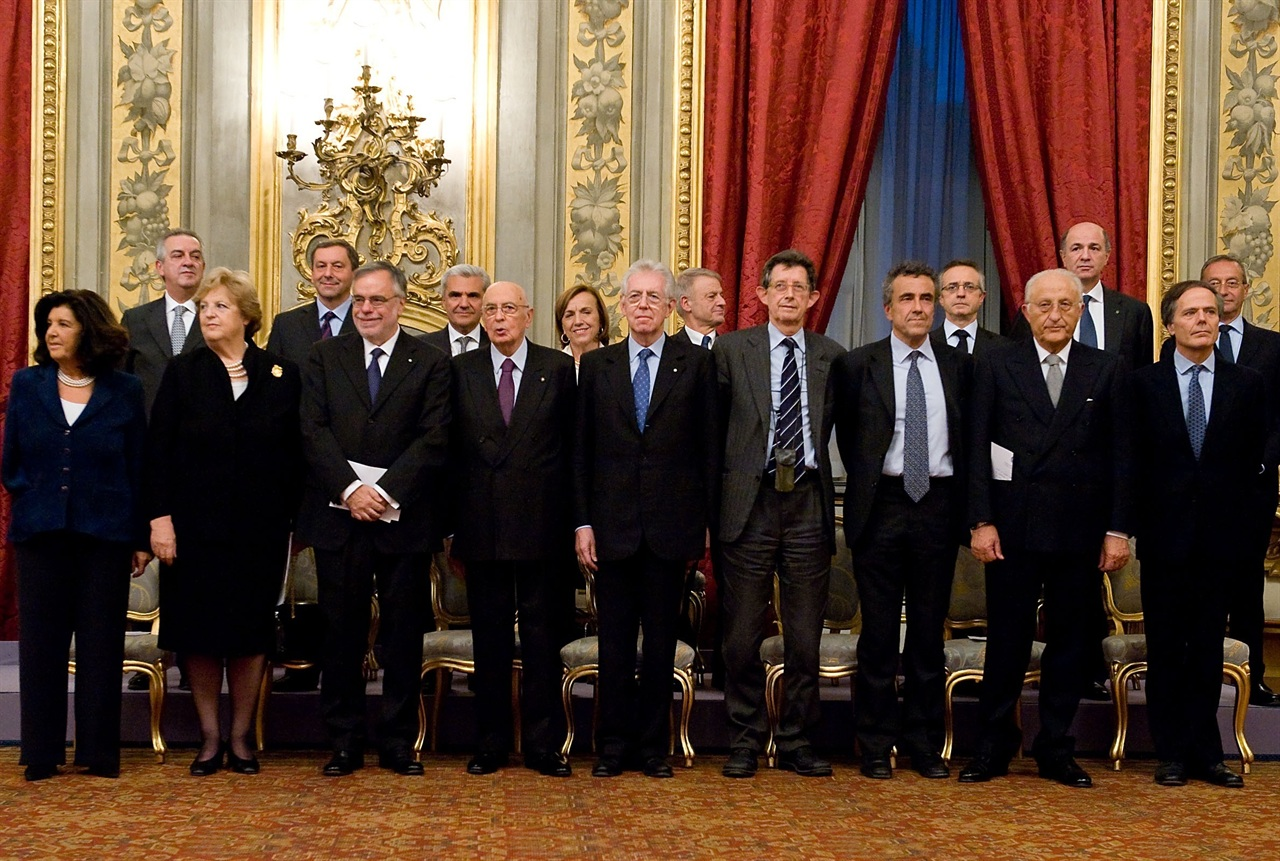
Il governo Monti, gabinetto tecnico formato nel novembre 2011 a seguito della crisi del governo Berlusconi IV e degli effetti della congiuntura economica.

Un governo tecnico, o anche governo dei tecnici, è un tipo di governo dalla non dichiarata identità politica, formato da personalità dotate di competenze tecniche specialistiche ed estranee alle forze politiche; tale tipo di governo viene solitamente costituito in particolari situazioni in cui coesiste una difficoltà o emergenza (specie in particolari congiunture politico-economiche) e l'impossibilità di realizzare una maggioranza "politica" in Parlamento, con il compito pertanto di affrontare l'emergenza senza incontrare i veti incrociati dei partiti politici.
Il termine "tecnico" viene a volte associato alla concezione politica di governo dello Stato nota come tecnocrazia, cioè un "governo dei tecnici" come tentativo di risolvere i problemi di un Paese in maniera che si pretende più scientifica, razionale e rigorosa, al di là delle contrapposizioni politico-ideologiche e quindi estranea alle logiche di interesse tipiche dei partiti..
Per quanto riguarda gli Stati membri dell'Unione europea, ci sono stati – fino al 2014 – sei governi tecnici in senso stretto: governo Dini (Italia 1995-1996), governo Monti (Italia 2011-2013), governo Bajnai (Ungheria 2009-2010), governo Văcăroiu (Romania 1992-1994), governo Berov (Bulgaria 1992-1994) e governo Fischer (Repubblica Ceca 2009-2010).

## Definizione e terminologia
Il termine "governo tecnico" ha innanzitutto una connotazione opposta a quella di "governo politico". In un governo tecnico, pertanto, tutte le principali decisioni governative non vengono prese da politici eletti e, in generale, la politica del governo non viene decisa all'interno dei partiti.
Secondo McDonnell e Valbruzzi, un governo si definisce quindi "tecnico" quando sia il primo ministro che la maggioranza dei ministri sono tecnici e quando il governo ha un mandato per cambiare lo status quo.
In particolare, sempre secondo McDonnell e Valbruzzi, quest'ultima condizione fa sì che – pur essendo spesso usati erroneamente come sinonimi – un governo tecnico si differenzia da un "governo ad interim" per il mandato ricevuto e quindi, indirettamente, per la durata del governo stesso. Un governo a interim ha infatti solitamente una durata più breve e un semplice mandato per amministrare temporaneamente gli "affari correnti" in vista delle successive elezioni e/o della formazione di un altro governo debitamente incaricato. Tale differenza non è comunque necessariamente netta e può succedere che un governo nato per gestire gli affari correnti si evolva in un governo tecnico (come ad esempio il governo Fischer in Repubblica Ceca).
La locuzione "governo tecnico" può inoltre essere parzialmente sovrapponibile, in alcuni casi, con altri termini come "governo istituzionale", "governo di larghe intese", "governo del presidente", "governo ponte" e "governo balneare", con i quali condivide alcune caratteristiche, ma di cui non è necessariamente sinonimo.
Se invece, pur in presenza di un primo ministro tecnico, la maggioranza dei ministri è espressione dei partiti politici, allora si tratta a tutti gli effetti di un "governo politico".

## In Italia

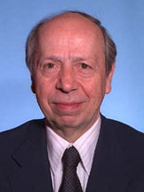
Lamberto Dini, a capo del primo esecutivo tecnico della Repubblica Italiana formato nel 1995.

La forma di governo italiana è di tipo parlamentare a debole razionalizzazione. Si intende con ciò che la Costituzione italiana interviene in termini assai limitati nella definizione di stabilità del rapporto di fiducia tra parlamento e governo, e altrettanto poco nell'assicurare all'esecutivo capacità di direzione politica.
La disciplina costituzionale italiana relativa al rapporto di fiducia prevede due aspetti: la mozione di sfiducia e la mozione di fiducia. Mentre la prima ha avuto effetto pratico sola una volta nella storia parlamentare italiana (la crisi del governo Prodi II nel 2008, successivamente all'esito positivo della mozione di sfiducia), la seconda ha avuto ben altra importanza. Quest'ultima prevede che ogni governo debba, entro dieci giorni dalla sua formazione, presentarsi alle camere per ottenere (attraverso mozione motivata e scrutinio palese) l'approvazione del proprio indirizzo politico.
La maggioranza espressa dalla mozione di fiducia è una maggioranza "politica", che va distinta dalla maggioranza "aritmetica", richiesta dalla Costituzione (art. 64.3) per l'approvazione delle singole deliberazioni.
In fasi di particolare fermento politico, può accadere che i partiti decidano di non impegnarsi esplicitamente in un'alleanza politica: accordando la fiducia a un governo di dichiarata funzione transitoria, essi aspettano tempi maturi per accordarsi, anche in vista di una fase elettorale, e dare vita a una maggioranza in grado di sostenere un indirizzo politico. In tali governi "a scadenza", la presenza di ministri "tecnici", ovvero esperti e funzionari scelti al di fuori della politica attiva, e quindi non parlamentari, ha in qualche modo la funzione di esplicitare al massimo il proprio carattere di neutralità politica. In tal senso la non appartenenza al Parlamento dei membri di un governo "tecnico" è una conseguenza del loro essere al di fuori della politica attiva più che un fattore decisivo a qualificare un governo come "tecnico", dato che la Costituzione (artt. 92-96) non prevede in ogni caso l'obbligo di scegliere tra i parlamentari né il presidente del Consiglio né i ministri.
In Italia si è parlato di "governo tecnico" a proposito del governo Dini (1995-1996) e del governo Monti (2011-2013).
È stato definito tecnico o "di tecnici" anche il governo Ciampi (1993-1994), il primo presieduto da un non parlamentare; Carlo Azeglio Ciampi veniva infatti dalla carica di governatore della Banca d'Italia, ma il suo esecutivo era composto in larga parte da politici, per cui va considerato come un governo politico guidato da un tecnico. In maniera simile, anche il governo Draghi (2021-2022) può essere considerato un "incrocio" tra un esecutivo politico (nello specifico, di unità nazionale) e uno tecnico: era presieduto da un indipendente e composto in parte da politici (espressione di quasi tutti i partiti presenti in parlamento) e in parte da tecnici.